# Andinichthyidae
Andinichthyidae es una familia extinta de peces actinopterigios prehistóricos. Fue descrito por Gayet en 1988.
Vivió por Bolivia.

## Géneros
- Género Andinichthys Gayet, 1988.
  - Andinichthys bolivianensis Gayet, 1988.
- Género Hoffstetterichthys Gayet, 1990.
  - Hoffstetterichthys pucai Gayet, 1990.
- Género Incaichthys Gayet, 1990.
  - Incaichthys suarezi Gayet, 1990.
- Género Yuskaichthys Bogan, Agnolin & Scanferla, 2018.
  - Yuskaichthys eocenicus Bogan, Agnolin & Scanferla, 2018.